# Iker Ozkoidi
Iker Ozkoidi García (Pamplona, 6 de febrero de 1979) es un musher español residente en Latasa (Navarra, España) miembro del equipo Canicross Navarra que ha obtenido la victoria en varias competiciones internacionales de carreras de trineo de perros, entre ellas el Mundial de Media Distancia (IFSS) y La Grande Odyssée.

## Biografía
Iker Ozkoidi nació el 6 de febrero de 1979 en Navarra. Con 12 años, empezó a interesarse por el mushing, convirtiéndose junto a su padre en pionero de este deporte en Navarra.
En 1995 comenzaría a participar en la Pirena, una carrera de trineo de perros que cruza los Pirineos. Subiría al podio de la competición tras 16 participaciones en la misma, obteniendo la plata en 2010.
Su primera victoria internacional llegaría en 2019 con el equipo Breedna Mushing, tras quedar segundo en La Grande Odyssée 2019 a tan sólo 2 minutos en la general del tricampeón Rémy Coste en enero, ganaría la Media Distancia con 6 perros del Campeonato Mundial IFSS On-Snow 2019 celebrado del 29 de enero al 2 de febrero en Bessans (Saboya, donde también tiene su inicio La Grande Odyssée). A la semana siguiente sumaría la victoria en la Pirena. En marzo obtendría el bronce de la Norway Trail.
En 2020 se consagró campeón europeo de mushing sobre nieve en la competición que tuvo lugar en Åsarna (Suecia).
En 2022 logró volver a obtener la victoria en el Mundial de Media Distancia en la categoría de 6 perros, celebrado esta vez en Hamar (Noruega). En la general, aventajó por más de 6 minutos a la francesa Aurelie Delattre, pareja del ya sextacampeon de La Grande Odyssée, Rémy Coste.
A comienzos de 2025 se proclamó campeón de La Grande Odyssée 2025 en la cuarta ocasión en la que participaba en la misma, para poco después coronarse tricampeón mundial de Media Distancia en el Campeonato Mundial IFSS On-Snow 2025.